# 風戸 (市原市)
風戸（かざと）は、千葉県市原市の南総地区にある大字。郵便番号は290-0241。

## 概要
大字内の大部分が、ゴルフ場である。

## 地理
北と東と南は中高根、西は立野と接している。

## 世帯数と人口
2017年（平成29年）11月1日現在の世帯数と人口は以下の通りである。
| 町丁字 | 世帯数 | 人口 |
| ------ | ------ | ---- |
| 風戸   | 17世帯 | 35人 |

## 通学区域
市立小学校・市立中学校及び県立高等学校の通学区域は以下の通りである。
| 町丁字 | 区域 | 小学校               | 中学校             | 高等学校 |
| ------ | ---- | -------------------- | ------------------ | -------- |
| 風戸   | 一部 | 市原市立光風台小学校 | 市原市立双葉中学校 | 第9学区  |
| 風戸   | 一部 | 市原市立戸田小学校   | 市原市立双葉中学校 | 第9学区  |

## 交通

### 道路
大字内に国道と千葉県道はない。

## 施設
- 熊野神社
- 日光寺